# فراشا
فراشا ليس درب فراشا محلة ببغداد، المقصود فراشا:قرية من أعمال بغداد بينها وبين الحلة. وهي قرية من سواد بغداد ينزلها الحاج؛ قال فيها محمد بن إبراهيم المُعشري المعروف بابن قربة:
 
يقول ياقوت الحموي: وقد أنشدني هذه الأبيات صديقنا نجم الدين أبو الربيع سليمان بن عبد الله الريحاني قال: أنشدنيها ابن قربة المذكور بمكة لنفسه. وتقع فراشا على درب الحج العراقي، بعد صرصر، للخارج من بغداد نحو الحلة،
 وقبل قرية زريران للقادم من الحلة نحو بغداد، سماها ابن جبير فراش، ووصفها قائلاً: «قرية الفراش، كثيرة العمارة، يشقها الماء، وحولها بسيط أخضر جميل، وترى هذه الطريق من الحلة إلى بغداد على هذه الصفة من الحسن والإتساع. وفي هذه القرية المذكورة خان كبير يحدق به جدار عال له شرفات صغار».
وقد أشار ابن الفوطي إلى قرية فراشا، حيث قال: انه في سنة 642 ه‍، تقدم الخليفة المستعصم بالله إلى أرباب المناصب بملاقاة أمه العائدة من الحج في فراشا، فساروا حتى لقوا السرادقات قد نصبت في قرية زريران فتمت فيها مراسيم الاستقبال لها.